# 平当
平 当（へい とう、? - 紀元前4年）は、前漢の人。字は子思。韓の哀侯の子の韓婼の末裔で、祖父の漢中太守平戩の時に財産家であったことから梁国下邑県から右扶風平陵県に移住した。

## 略歴
平当は若くして大行治礼丞となり、大鴻臚文学に遷り、県長・県令と出世し、経書に詳しいということで博士となった。その後、大臣が平当を推薦し、給事中になった。天変地異があるたびに経書に引き付けて解釈し、政治上の問題点を述べた。
元帝の時、丞相韋玄成が太上皇（劉太公）の廟などを廃止しようとした際に太上皇を尊ぶべきことを進言したため、元帝は太上皇の廟などを復活した。
使者となって流民を幽州へ行かせることとなった際、刺史や太守で勤勉な者の名を上奏し、また勃海の塩池を開封して民を救うべきことを進言した。この時の使者として11人中一番の業績を示し、丞相司直に昇進した。その後いったん法に触れて朔方刺史に左遷されたが、太中大夫給事中となり、長信少府・大鴻臚・光禄勲と昇進した。
成帝の皇帝陵である昌陵造営を止めるべきであると外戚の淳于長が進言し、その件について大臣に審議させた際、平当は昌陵は完成させるべきであると主張した。しかし造営中止が決定し、その功績で淳于長を列侯に封じる件についての審議では、「淳于長は良い進言があったとはいえ封侯には当たらない」と述べた。このことが前後の発言がかみ合わないものとされて鉅鹿太守に左遷された。
平当は『書経・禹貢』に詳しいということで黄河を治める使者に選ばれ、騎都尉となって黄河の堤防の事を司った。
哀帝が即位すると、平当は光禄大夫諸吏散騎となり、建平2年（紀元前5年）には再度光禄勲に遷り、その年のうちに趙玄の後任の御史大夫となった。更に2カ月後、その年の12月には朱博の後任の丞相に選ばれた。通常は丞相となると列侯に封じられるが、冬であったため関内侯を賜り、封侯は春を待つこととなった。しかし建平3年（紀元前4年）初めには平当は重病となっており、封侯のための使者が訪れても呼び出しに応じられない状態だった。平当は「高い地位にありながら、ここで無理に起きて列侯を受けてからすぐ死んでしまっては、万死に値するというものです。列侯を受けないのは子孫のためなのです」と上書し、辞職を願った。哀帝は慰留したが、1カ月あまり後に死亡した。前漢の丞相で列侯とならずに終わったのは平当だけである。
子の平晏は経書に詳しい事から出世し、平帝の時に大司徒となり防郷侯に封じられた。